# یواس‌اس دلفین (۱۷۷۷)
یواس‌اس دلفین (۱۷۷۷) (به انگلیسی: USS Dolphin (1777)) یک کاتر آمریکایی بود که در سپتامبر ۱۷۷۷ از بریتانیا خریداری شد.